# Copa Intercontinental 1966
La Copa Intercontinental 1966 fue la 7.ª edición del torneo, evento que confrontaba a los clubes campeones de Europa y Sudamérica.
El campeón fue Peñarol de Uruguay, club que obtuvo su segundo título de campeón mundial tras superar al Real Madrid de España tanto de local como de visitante.

## Clubes clasificados
Se fueron decidiendo a lo largo de 1966 entre las dos competiciones continentales de mayor historia.
| UEFA (Europa)         |  | Real Madrid |  | Campeón de la Copa de Campeones de Europa (1965-66) |
| Conmebol (Sudamérica) |  | Peñarol     |  | Campeón de la Copa Libertadores de América (1966)   |

## Sedes
| Montevideo                     | Madrid                          |
| ------------------------------ | ------------------------------- |
| Estadio Centenario             | Estadio Santiago Bernabeu       |
| Capacidad: 74 860 espectadores | Capacidad: 125 000 espectadores |
|                                |                                 |

## Resultados

### Partido de ida
| POR | Ladislao Mazurkiewicz |  |
| DEF | Juan Lezcano          |  |
| DEF | Luis Varela           |  |
| DEF | Pablo Forlán          |  |
| MED | Néstor Gonçalves      |  |
| MED | Tabaré González       |  |
| MED | Julio César Abbadie   |  |
| MED | Julio César Cortés    |  |
| DEL | Alberto Spencer       |  |
| DEL | Pedro Virgilio Rocha  |  |
| DEL | Juan Joya             |  |
| DT  | Roque Gastón Máspoli  |  |

| POR | Antonio Betancort |  |
| DEF | Pachín            |  |
| DEF | Manuel Sanchís    |  |
| DEF | Félix Ruiz        |  |
| DEF | José Martínez     |  |
| MED | Pedro de Felipe   |  |
| MED | Fernando Serena   |  |
| MED | Ignacio Zoco      |  |
| MED | Manuel Velázquez  |  |
| DEL | Amancio Amaro     |  |
| DEL | Manuel Bueno      |  |
| DT  | Miguel Muñoz      |  |

| Anotado | 39' | Alberto Spencer |
| Anotado | 79' | Alberto Spencer |

| POR | Ladislao Mazurkiewicz |  |
| DEF | Juan Lezcano          |  |
| DEF | Luis Varela           |  |
| DEF | Pablo Forlán          |  |
| MED | Néstor Gonçalves      |  |
| MED | Tabaré González       |  |
| MED | Julio César Abbadie   |  |
| MED | Julio César Cortés    |  |
| DEL | Alberto Spencer       |  |
| DEL | Pedro Virgilio Rocha  |  |
| DEL | Juan Joya             |  |
| DT  | Roque Gastón Máspoli  |  |

| POR | Antonio Betancort |  |
| DEF | Pachín            |  |
| DEF | Manuel Sanchís    |  |
| DEF | Félix Ruiz        |  |
| DEF | José Martínez     |  |
| MED | Pedro de Felipe   |  |
| MED | Fernando Serena   |  |
| MED | Ignacio Zoco      |  |
| MED | Manuel Velázquez  |  |
| DEL | Amancio Amaro     |  |
| DEL | Manuel Bueno      |  |
| DT  | Miguel Muñoz      |  |

| Anotado | 39' | Alberto Spencer |
| Anotado | 79' | Alberto Spencer |

### Partido de vuelta
| POR | Antonio Betancort |  |
| DEF | Ignacio Zoco      |  |
| DEF | Manuel Sanchís    |  |
| DEF | José Martínez     |  |
| DEF | Antonio Calpe     |  |
| MED | Pedro de Felipe   |  |
| MED | Fernando Serena   |  |
| MED | Ramón Grosso      |  |
| MED | Manuel Velázquez  |  |
| DEL | Amancio Amaro     |  |
| DEL | Paco Gento        |  |
| DT  | Miguel Muñoz      |  |

| POR | Ladislao Mazurkiewicz |  |
| DEF | Juan Lezcano          |  |
| DEF | Luis Varela           |  |
| DEF | Tabaré González       |  |
| MED | Néstor Gonçálves      |  |
| MED | Omar Caetano          |  |
| MED | Julio César Abbadie   |  |
| MED | Julio César Cortés    |  |
| DEL | Alberto Spencer       |  |
| DEL | Pedro Virgilio Rocha  |  |
| DEL | Juan Joya             |  |
| DT  | Roque Gastón Máspoli  |  |

| Anotado · Penal | 28' | Pedro Virgilio Rocha |
| Anotado         | 37' | Alberto Spencer      |

| POR | Antonio Betancort |  |
| DEF | Ignacio Zoco      |  |
| DEF | Manuel Sanchís    |  |
| DEF | José Martínez     |  |
| DEF | Antonio Calpe     |  |
| MED | Pedro de Felipe   |  |
| MED | Fernando Serena   |  |
| MED | Ramón Grosso      |  |
| MED | Manuel Velázquez  |  |
| DEL | Amancio Amaro     |  |
| DEL | Paco Gento        |  |
| DT  | Miguel Muñoz      |  |

| POR | Ladislao Mazurkiewicz |  |
| DEF | Juan Lezcano          |  |
| DEF | Luis Varela           |  |
| DEF | Tabaré González       |  |
| MED | Néstor Gonçálves      |  |
| MED | Omar Caetano          |  |
| MED | Julio César Abbadie   |  |
| MED | Julio César Cortés    |  |
| DEL | Alberto Spencer       |  |
| DEL | Pedro Virgilio Rocha  |  |
| DEL | Juan Joya             |  |
| DT  | Roque Gastón Máspoli  |  |

| Anotado · Penal | 28' | Pedro Virgilio Rocha |
| Anotado         | 37' | Alberto Spencer      |

|                    |
| Bandera de Uruguay |
| Campeón Peñarol    |
| 2.do título        |